# Chasa Editura Rumantscha
Die Chasa Editura Rumantscha ist ein Schweizer Verlag mit Sitz in Chur. Er ist der einzige Belletristik-Verlag rätoromanischer Sprache.
Der Verlag wurde 2010 von der Stiftung Pro Helvetia, dem Kanton Graubünden und der Lia Rumantscha gegründet. Die Lia Rumantscha hält die Mehrheit der GmbH, die jährlich mit rund 180'000 Franken staatlich subventioniert wird.
Die Chasa publiziert Literatur sowie Kinder- und Jugendbücher in verschiedenen romanischen Idiomen und in Rumantsch Grischun. Bis Mai 2015 hat sie 27 Bücher in einer Auflage von je rund 500 bis 1000 Exemplaren herausgegeben. Bis 2020 waren es über 70 Bücher von mehr als 40 Autoren und Autorinnen.